# École nationale d'administration (Mali)
Pour les articles homonymes, voir Ena.
L'École nationale d'administration (Éna) est un établissement d’enseignement supérieur malien, créé en 1958 sous le nom d'École d'administration du Soudan. Rattachée à la primature du Mali (service du Premier ministre), ses locaux sont situés à Bamako.

## Histoire
En 1958, l'École d'administration du Soudan est créée à l'époque où le Mali était une colonie française, le Soudan français.
En 1963, l'école prend le nom d'École nationale d'administration. L'école a la charge de la formation des fonctionnaires des catégories A, ainsi que ceux de la catégorie B jusqu'à la création de l'École centrale pour l'industrie, le commerce et l'administration  (Écica) en 1969. L'Éna assure également la formation politique des cadres.
En 1972, l'École nationale d'administration est réorganisée et devient un établissement d'enseignement supérieur.
À la suite de la création de l'Université du Mali en 1993, l'Éna est supprimée. En 2006, l'École nationale d'administration est recréée et devient un établissement public à caractère scientifique et technologique chargé de la formation initiale de certains fonctionnaires de la catégorie A, de la formation contenue et le perfectionnement des cadres A et B et des études et recherches. Elle commence à fonctionner en 2009.